# Doctoraalhoed

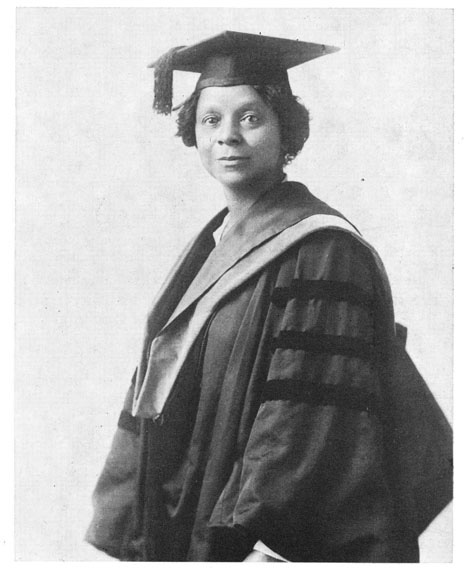
Georgiana Simpson na het voltooien van haar Ph.D. aan de Universiteit van Chicago, 1921

De doctoraalhoed wordt na het behalen van hun doctoraat aan promovendi uitgereikt als zichtbaar symbool van het nieuw verworven doctoraat door de decaan van de faculteit (bij sommige kleinere universiteiten ook door de rector).
De meest voorkomende variant van de doctoraalhoed bestaat tegenwoordig uit een zwarte hoed met bovenop een vierkante plaat versierd met een kwastje. Deze uitvoering stamt af van het Mortarboard (letterlijk: mortelbord) die uit Groot-Brittannië komt, al wordt het daar niet gedragen door doctoren, maar traditioneel vooral door afgestudeerden van masters.

## Afstudeerhoeden per land en regio

### Duitsland
De voorheen gebruikelijke ceremonie van de uitreiking van de doctoraalhoed is bij de meeste universiteiten afgeschaft, ook in Duitstalige landen. Bij sommige universiteiten is de plechtige promotie-eed blijven bestaan, waarmee de promovendus belooft de taken die bij het doctoraat horen te zullen vervullen. Sommige Duitse universiteiten (bijv. de Universiteit van Bonn of de Hogeschool van Mittweida) organiseren tegenwoordig ook diploma-uitreikingen voor master- en bachelor-afgestudeerden naar Amerikaans model met mortarboard. Voordat deze hoedstijl werd gebruikt, zag een doctoraalhoed er anders uit en leek meer op zijn Britse tegenhanger, zoals te zien is in het portret van Maarten Luther met een baret (zie hieronder).
Op sommige Centraal-Europese universiteiten is het gebruikelijk om  doctoraalhoeden vrijelijk vorm te geven; vaak gebeurt dit door collega’s, medestudenten of medepromovendi. De zelfgemaakte promotiehoeden weerspiegelen vervolgens de werk- of persoonlijke kenmerken van de promovendus. Een baret kan bijvoorbeeld van chocolade zijn gemaakt of een machineonderdeel vertegenwoordigen. De doctoraalhoed wordt uitgereikt na het behalen van het eindexamen of als onderdeel van een diploma-uitreiking.
Tijdens de ceremoniële hoedenworp gooien de afgestudeerden van een jaar samen hun doctoraalhoed de lucht in. Deze academische traditie, afkomstig uit Groot-Brittannië en de VS, is inmiddels ook wijdverspreid aan veel Duitse universiteiten.

### Groot-Brittannië

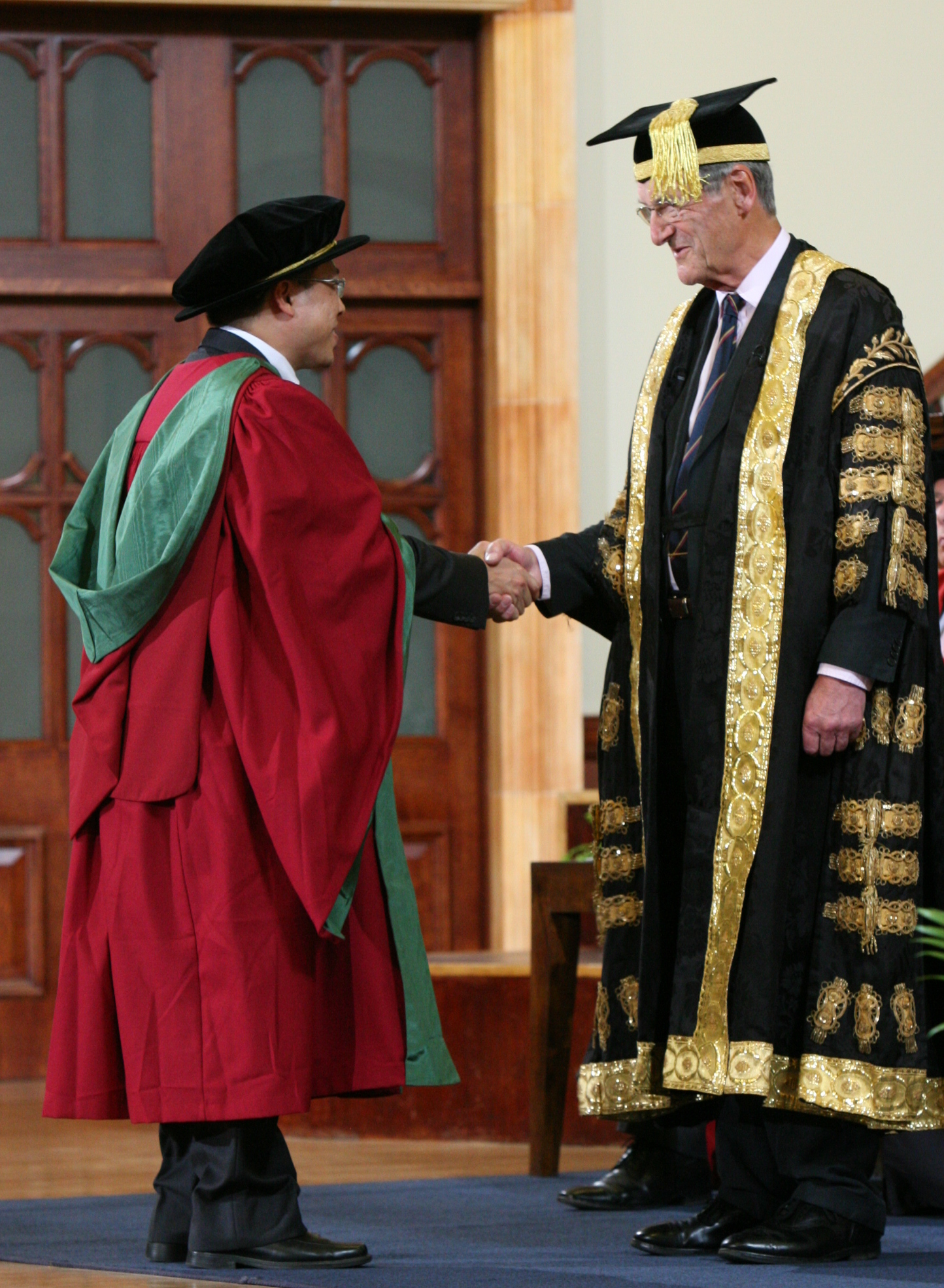
Een doctor die een Britse doctoraalhoed draagt, schudt de hand van Sir Dominic Cadbury, rector magnificus van de Universiteit van Birmingham

In het Verenigd Koninkrijk werden de zogenaamde mortarboards (officieel academic cap) oorspronkelijk alleen gedragen door masterstudenten, maar tegenwoordig worden ze vaak ook gedragen door bachelorstudenten. Deze zijn volledig zwart; alleen het universiteitsbestuur draagt gouden kwastjes. Doctoren daarentegen dragen traditioneel een ronde baret (Tudor-bonnet) vergelijkbaar met een Schotse pet. De genoemde hoeden worden gedragen samen met een toga, die varieert afhankelijk van de academische graad en waarvan de kleur meestal overeenkomt met de kleuren van de universiteit, maar soms ook die van de faculteit.

### Verenigde Staten
In de VS worden mortarboards gedragen door afgestudeerden van alle academische graden (sommige zelfs aan het eind van de middelbare school of universiteit). Bij bachelor- en masterstudenten geeft de kleur van de kwast (en toga) de faculteit aan; volgens een officiële richtlijn van de American Council on Education staat paars voor rechten, groen voor geneeskunde en rood voor theologie. Op middelbare scholen komt het overeen met de schoolkleuren, maar soms ook met het eindcijfer. Doctoren dragen fluwelen hoeden met een gouden kwastje. Intussen komen onder hen echter steeds vaker ook ronde baretten voor zoals die in Groot-Brittannië.
Een bijzonderheid bij sommige Amerikaanse universiteiten is de specifieke betekenis van de plaatsing van de kwast: terwijl bachelorstudenten hem aan de rechterkant dragen, zit hij na masterdiploma's aan de linkerkant van de hoed. Deze positie wordt vaak ceremonieel gewijzigd tijdens de diploma-uitreiking van de master.

### Scandinavië

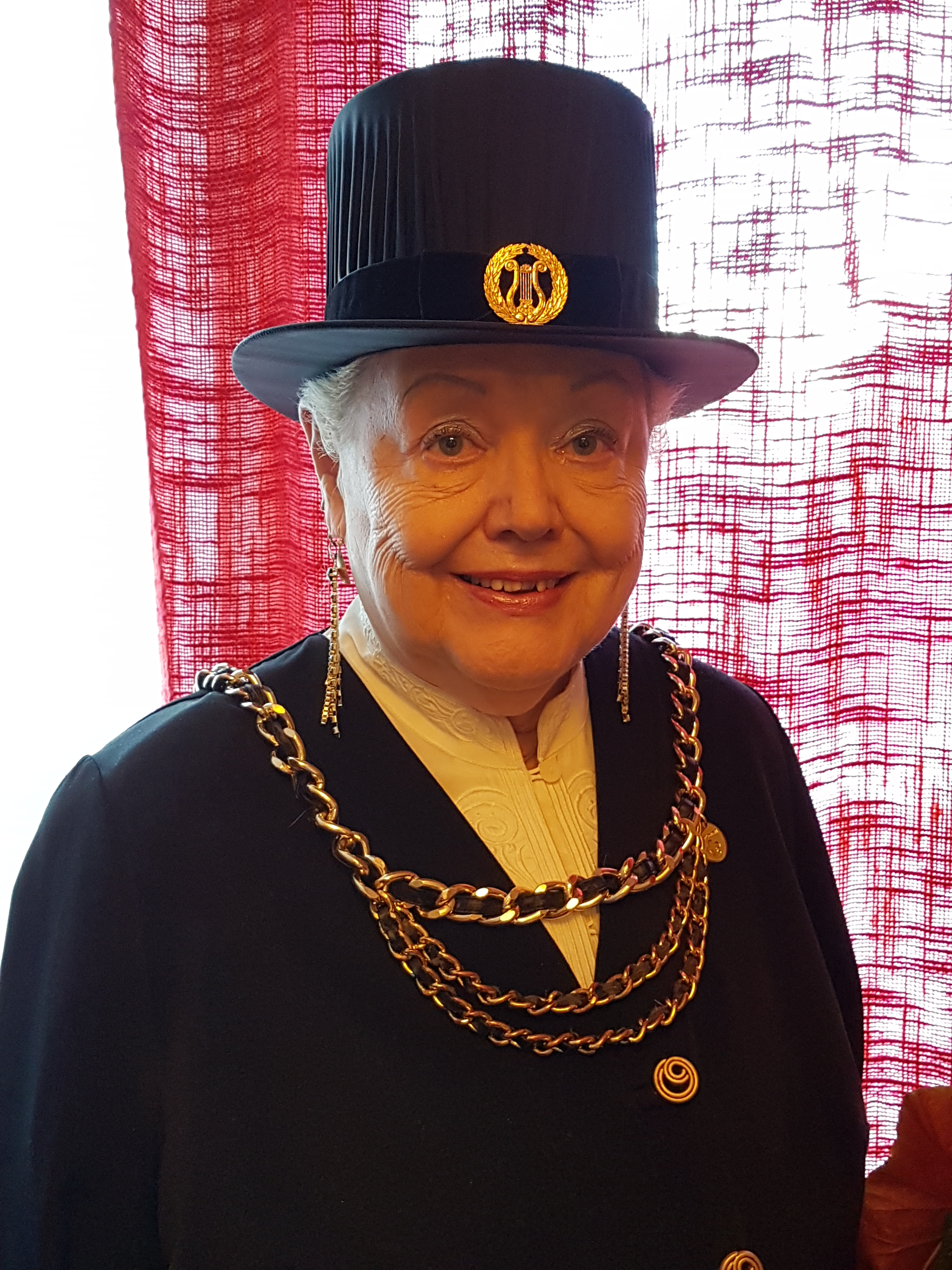
Scandinavische doctoraalhoed

In Scandinavië wordt bij diploma-uitreikingen altijd een speciale hoge hoed gebruikt.
In Zweden is de uitreiking met deze traditionele doctoraalhoed nog steeds gebruikelijk, op voorwaarde dat de afgestudeerde bereid is de vereiste hoed aan te schaffen. Een van de weinige mogelijkheden om de hoed te dragen zijn de regelmatig plaatsvindende openbare diploma-uitreikingen (tweemaal per jaar aan de Universiteit van Uppsala). In Uppsala plaatst de promotor een lauwerkrans op het voorhoofd van de nieuwe doctor, en de promotor draagt er zelf ook een. Bovendien is het in Zweden gebruikelijk om het doctoraat te tonen door het dragen van een doctorsring, die, in tegenstelling tot een hoed, altijd gedragen kan worden. Afhankelijk van de faculteit wordt de ring voorzien van een passend symbool; op de doctorsringen van artsen is de staf van Asclepius te zien.

## Geschiedenis
Het academische hoofddeksel vindt zijn oorsprong in de hoofddeksels van kerkelijke hoogwaardigheidsbekleders en de 11e en 12e eeuw. eeuw. Het werd onderdeel van de kledingvoorschriften van de nieuw opgerichte onderwijsinstellingen in die jaren: Bologna (opgericht in 1088), Parijs (1150), Oxford (1167), Modena (1175) en andere. De vorm komt op zijn beurt van de zachte pilei, ook wel 'vrijheidskappen' genoemd, zoals die werden genoemd door Romeinse vrijgelatenen, d.w.z. ex-slaven, die hun pas geschoren hoofden hiermee bedekten. In de loop van de tijd veranderde deze voortdurend van kleur en vorm.  Later begon men eenvoudige geometrische vormen te snijden vanwege het besparen van materiaal en moeite bij het maken van de kappen. De eerste vierkante structuren verschenen tussen 1500 en 1550. Katholieke geestelijken gebruikten dit nieuwe hoofddeksel (biretta) voor het eerst, maar het vond ook zijn weg naar universiteiten, waar het voornamelijk alleen werd gedragen door studenten en docenten in theologische vakken. Alle andere disciplines (rechten, natuurkunde en kunst) droegen de ronde hoed.
Aan het einde van de 17e eeuw begon de vierkante hoed de ronde te vervangen. Hoewel de ronde vorm in Oxford verplicht was voor de meeste studenten, werd de status van theologiestudenten zeer gerespecteerd en was hun vierkante hoofddeksel een symbool van verlangen onder studenten van de ‘lagere’ vakken. In 1675 kregen de eerste studenten, tenminste als ze van aristocratische afkomst waren, ook toestemming om de vierkante hoed te dragen. Dit kan worden gezien als het begin van de verspreiding van het mortarboard, zoals de hoed in het Engels gekscherend wordt genoemd, in het academische leven. Aldus werd de hoed gedragen met een ongeveer 10 cm lange zijden kwast die in het midden was bevestigd en over de rand hing. Deze is bevestigd aan een knoop die vroeger de stoffen panelen van de hoed bij elkaar hield.
Terwijl de eerste doctoraalhoeden uitvoerig op maat werden gemaakt en afgestemd, worden de huidige modellen vaak industrieel gemaakt van synthetische vezels, die dankzij hun elasticiteit geen dure aanpassingen door kleermakers meer vereisen om rekening te houden met de individuele hoofdomvang. Het uiterlijk en ontwerp van de hedendaagse mortarboard gaat terug op een Amerikaans patent dat in 1950 werd ingediend door de uitvinder Edward O'Reilly en de katholieke priester Joseph Durham. Het idee en het daaropvolgende patent omvatten onder meer een glasvezelversteviging die in de doctoraalhoed was genaaid.